# Печера № 2

Печера № 2 — геологічна пам'ятка природи місцевого значення. Розташовується у Старобешівському районі Донецької області біля села Стила. Статус пам'ятки природи присвоєно рішенням облвиконкому № 276 27 червня 1984. Площа — 0,5 га. Являє собою печеру в пігматитових виходах Короткої скелі. Печера у вигляді тріщини.